# Hanse-Netz
Das Hanse-Netz ist ein Vergabenetz für den Schienenpersonennahverkehr auf den Verbindungen Hamburg–Bremen und Hamburg–Lüneburg–Uelzen, das erstmals 2010 von der Landesnahverkehrsgesellschaft Niedersachsen (LNVG) gemeinsam mit der Freien und Hansestadt Hamburg und der Freien Hansestadt Bremen ausgeschrieben wurde, und an die Metronom Eisenbahngesellschaft vergeben wurde.
In einer erneuten Ausschreibung unter dem Namen Hanse-Netz 2018+ wurden die Linien zunächst für den Zeitraum 2018–2033 erneut an Metronom vergeben. Dieses Netz umfasst zusätzlich den Regionalverkehr auf der Verbindung Uelzen–Hannover–Göttingen, weshalb auch die Region Hannover an der Ausschreibung beteiligt war. Im Januar 2024 starteten Metronom und LNVG Verhandlungen über die vorzeitige Vertragsaufhebung zum Juni 2026. Als Grund gab der Betreiber, durch gestiegene Kosten verursachte, wirtschaftliche Verluste an. Die Landesnahverkehrsgesellschaft schrieb das Netz in zwei getrennten Losen erneut aus. Das Los Nord (Linien RE 3, RE 4, RB 31, RB 41) wurde im Juli 2025 an Metronom vergeben, das Los Süd (RE 2) an DB Regio.

## Geschichte

### Situation vor 2010
Bereits seit Dezember 2003 betrieb die Metronom Eisenbahngesellschaft die meisten Nahverkehrslinien auf den Strecken, lediglich eine Regionalbahnlinie wurde von der Deutschen Bahn gefahren.

### Vergabe 2010
Zum Fahrplanwechsel im Dezember 2010 nahm die Metronom Eisenbahngesellschaft den Betrieb auf dem Hanse-Netz auf. Auch die Deutsche Bahn hatte sich für das Netz beworben. Deren Angebot lag deutlich unter dem von metronom. Die LNVG äußerte jedoch Zweifel an der Kalkulation der Deutschen Bahn und vergab das Netz an metronom. Die Deutsche Bahn beantragte zunächst eine Nachprüfung der Vergabeentscheidung, zog diese jedoch Anfang März 2010 zurück.

### Vergabe 2018
Als Hanse-Netz 2018+ wurde das Netz um die Verbindung Uelzen–Hannover–Göttingen erweitert und erneut an die Metronom Eisenbahngesellschaft vergeben. Als Fahrzeuge werden hier wieder die Bombardier-Doppelstockwagen aus dem LNVG-Fahrzeugpool zum Einsatz kommen. Der Verkehrsvertrag hatte eine Laufzeit bis 2033. Im März 2024 vereinbarten Metronom und LNVG eine vorzeitige Aufhebung des Vertrags zum Juni 2026.

### Vergabe 2026
Für den Zeitraum ab Juni 2026 bis Dezember 2033 wurde eine erneute Vergabe des Hanse-Netzes durchgeführt, bei der Netz in zwei Lose aufgeteilt wurde. Es bestand eine Loslimitierung, ein Unternehmen konnte nur für maximal eines der Lose den Zuschlag erhalten. Die Ausschreibung begann im Juli 2024. Im Juli 2025 erhielt Metronom den Zuschlag für das Los Nord (RE3, RE4, RB31 und RB41), DB Regio dfür das kleinere Los Süd (RE 2).

## Linien

### Übersicht
Seit 2018 besteht das Netz aus folgenden Linien:
| Linie | Verlauf                                                       | Takt (min) | Strecken                                              |
| ----- | ------------------------------------------------------------- | ---------- | ----------------------------------------------------- |
| RE2   | (Uelzen–Celle–)Hannover Hbf–Kreiensen–Northeim–Göttingen      | 60 (120 1) | Lehrte–Hamburg-Harburg Hannover–Celle Hannover–Kassel |
| RE3   | Hamburg Hbf–Lüneburg–Uelzen(–Celle–Hannover Hbf)              | 60 (120 1) | Hamburg–Wanne-Eickel Lehrte–Hamburg-Harburg           |
| RB31  | Hamburg Hbf–Lüneburg                                          | 60         | Hamburg–Wanne-Eickel Lehrte–Hamburg-Harburg           |
| RE4   | Hamburg Hbf–Buchholz (Nordheide)–Rotenburg (Wümme)–Bremen Hbf | 60         | Hamburg–Wanne-Eickel                                  |
| RB41  | Hamburg Hbf–Buchholz (Nordheide)–Rotenburg (Wümme)–Bremen Hbf | 60         | Hamburg–Wanne-Eickel                                  |

### Hamburg–Bremen (Weser-Takt, RE4, RB41)
Bis 2010 verkehrten auf der Verbindung Hamburg–Bremen metronom-Züge (ME) im Stundentakt. Zwischen Hamburg und Tostedt verkehrte der metronom regional (MEr), der auf allen Unterwegsbahnhöfen hielt. Die Regionalbahnlinie Bremen–Rotenburg (Wümme) wurde von DB Regio betrieben.
Seit 2010 verkehren auf der Strecke ME-Züge im Stundentakt, die nur an den größeren Bahnhöfen halten. Außerdem wurden die bisher nur bis Tostedt verkehrenden MEr-Züge bis Bremen verlängert und ersetzen dabei auf dem Abschnitt Rotenburg (Wümme)–Bremen die bisher verkehrende Regionalbahn der Deutschen Bahn. Somit gibt es zwischen Bremen und Hamburg zweimal pro Stunde eine Reisemöglichkeit, zusätzlich zu den Fernverkehrszügen der Deutschen Bahn. In der Hauptverkehrszeit gibt es zwischen Buchholz (Nordheide) und Hamburg zudem noch zusätzliche Züge außerhalb des Taktfahrplans. Zunächst war geplant, die Strecke zwischen Rotenburg und Bremen auch in das Netz der Regio-S-Bahn Bremen/Niedersachsen zu integrieren, diese Pläne wurden jedoch fallengelassen. Die Fahrzeit zwischen Bremen und Hamburg beträgt nach dem Fahrplanwechsel 68 bzw. 82 Minuten.
Seit der Fahrplanumgestaltung im Dezember 2010 werden einzelne Bahnhöfe, die bisher von den metronom-Zügen angefahren wurden, nur noch vom MEr bedient.

### Hamburg–Uelzen–Hannover (Elbe-Takt, RE3, RB31)
Auf dieser Verbindung verkehrt der Metronom stündlich. Zudem verkehren zwischen Hamburg und Lüneburg stündlich Regionalbahnzüge (ehemals MEr). Zusätzliche Züge verkehren im Berufsverkehr zwischen Lüneburg und Uelzen. Die Fahrzeit zwischen Uelzen und Hamburg beträgt 58 (ME) bzw. 72 Minuten (MEr).
Seit 2018 verkehrt die Linie alle zwei Stunden weiter nach Hannover Hbf.

### Uelzen–Hannover–Göttingen (Leinetal-Takt, RE2)
Die Linie RE2 ist seit 2018 Teil des Netzes. Sie wurde bereits zuvor von Metronom betrieben.